# Fuerzas Armadas de Liberación Nacional (Puerto Rico)
 Der er for få eller ingen kildehenvisninger i denne artikel, hvilket er et problem. Du kan hjælpe ved at angive troværdige kilder til de påstande, som fremføres i artiklen.

Fuerzas Armadas de Liberación Nacional (FALN) (dansk: Væbnede styrker for national befrielse), var en hemmelig Puerto Ricansk paramilitær organisation, som gennem direkte militæraktioner advokerede for komplet frihed for Puerto Rico.
Fra 1974 til 1983 var FALN ansvarlig for 130 bombeangreb på USA-mål.
Det amerikanske bureau FBI har klassificeret FALN, som en terrororganisation.